# سليمان حلاوة
أول مصري طاف بسفينة مصرية حول قارة (افريقية) من أعلام علماء مصر
إنه سليمان حلاوة قبودان (قبطان)، المعروف بحلاوة (1230-1303 هـ ) (1819-1885 م): من رجال البحرية. ولد في بلدة (قصر بغداد) من أعمال المنوفية، والحق بمدرسة المدفعية بالاسكندرية، ثم كان مدرسا للهندسة والحساب في المدرسة البحرية. وانتدب لتعيين حدود مصر الغربية وموانئ السواحل المصرية، فقام برحلته كأول مصري وعربي يطوف حول قارة إفريقيا في العصور الحديثة واستغرقت الرحلة ثلاثة شهور وستة أيام  فوضع لها (خريطتين) متقنتين. وعين قبطانا (قبودان) للباخرة سنمود، فأستاذا في المدرسة البحرية الفلكية. ووضع كتابا في فن الملاحة سماه (الكوكب الزاهر، في علم البحر الزاخر ) وتقلب في المناصب إلى ان توفي.